# Žerůvky
Žerůvky – wieś, część gminy Bystročice, położona w kraju ołomunieckim, w powiecie Ołomuniec, w Czechach.